# راهزن دمشق
راهزن دمشق (ایتالیایی: Il ladro di Damasco) یک فیلم ماجراجویی ایتالیایی به کارگردانی ماریو آمندولا است که در سال ۱۹۶۴ منتشر شد.

## بازیگران
- لوچانا جیلی
- جانی سولارو
- فروچو آمندولا
- پیترو توردی
- رناتو بالدینی
- جوزپه فورتیس